# Oravisalo
Oravisalo je otok u općini Rääkkylä, u regiji Sjevernoj Kareliji, u Finskoj. Oravisalo je također ime naselja na ovom otoku koje se prostire na površini od 49 km2 To je 9. najveći slatkovodni otok u Finskoj. Populacija otoka je oko 250.

## Sela
- Hernevaara
- Oravisalo